# 戈尔拉戈
戈尔拉戈（義大利語：Gorlago, 贝加莫话: gorlàgh），是意大利贝加莫省的一个市镇。总面积5.56平方公里，人口4993人，人口密度898.0人/平方公里（2009年）。国家统计（ISTAT）代码为016114。